# Пиначевская
Пиначевская (Пиначева, Пиначево) — река на полуострове Камчатка. Протекает по территории Елизовского района Камчатского края России. Левый приток реки Авача. От гидронима происходит название села Пиначево.
Длина реки — 47 (37) км. Река берёт начало в районе Пиначевского перевала (1160 м), вблизи потухших вулканов Ааг и Арик. Скорость течения 0,5—2,1 м/сек, глубина реки 0,5—2,5 м, площадь водосбора 936 (118) км². Температура воды в летние месяцы 5—8 градусов.